# Douwe Hoogland
Douwe Hoogland (Bartlehiem, 3 maart 1952) is een Nederlandse PvdA-politicus en bestuurder.

## Biografie
Hoogland was tot 2010 veertig jaar lang veehouder, waarvan twintig jaar biologisch. Van 2006 tot 2014 was hij voorzitter van de Noardlike Fryske Wâlden. Daarnaast was hij jarenlang kerkrentmeester en voorzitter van de PKN Trynwâlden. 
Van 2011 tot 2019 was Hoogland namens de PvdA lid van de Provinciale Staten van Friesland. In die periode was hij woordvoerder Landbouw, Natuur en Water. Daarnaast was hij vier jaar vicevoorzitter van de Provinciale Staten  en vier jaar lid van het algemeen bestuur van het Wetterskip Fryslân.
Van 2019 tot 2023 was Hoogland namens de PvdA lid van de Gedeputeerde Staten van Friesland met in zijn portefeuille Veenweide, Natuur, Biodiversiteit, Water, Milieu, Bodem, Mijnbouw, De grondbank, Sociaal beleid, Gezondheid en veiligheid en Toezicht en handhaving. Daarnaast was hij de gebiedsverantwoordelijke voor Zuidoost en de 4e loco-commissaris van de Koning.
Hoogland is getrouwd, heeft kinderen en kleinkinderen en is woonachtig in Aldtsjerk. In 2014 werd hij benoemd tot lid in de Orde van Oranje-Nassau.